# ТЕС Ressano Garcia (Gigawatt)
25°27′43.1″ пд. ш. 32°0′18.9″ сх. д. / 25.461972° пд. ш. 32.005250° сх. д.
ТЕС Ressano Garcia (Gigawatt) — теплова електростанція на південному-заході Мозамбіку, біля кордону з Південно-Африканською Республікою. У випадку завершення другої черги повинна стати найпотужнішою станцією країни, випередивши розташовану поруч ТЕС, проінвестовану південноафриканською компанією Sasol.
В 2010-х роках у Мозамбіку спостерігався дефіцит генеруючих потужностей, при цьому в центральній частині країни вже почалась розробка газових родовищ Темане та Панде. Їх продукція постачалась до Південно-Африканської Республіки по трубопроводу Темане – Секунда, що сприяло розвитку теплової енергетики уздовж його траси. Крім того, в подальшому планується прокладання ще одного газопроводу до ПАР для поставок з гігантських офшорних родовищ біля узбережжя північного Мозамбіку (Просперідад-Мамба, Голфіно-Атум та інші).
З 2012 року неподалік транскордонного переходу Ressano Garcia працювала тимчасова електростанція південноафриканської Gigajoule, яка діє через дочірню компанію Gigawatt Mozambique. Вона складалася з численних дизель-генераторів малої потужності, проте до середини 2010-х досягла показника у 270 МВт.
Тим часом у 2015-му зазначена компанія ввела в експлуатацію першу чергу постійної станції, яка складається з 13 дизель-генераторів Rolls Royce типу B35:40V-AG2 загальною потужністю 100 МВт. Вартість цього проекту становила 235 млн доларів США.
В подальшому планується спорудити другу чергу потужністю 250 МВт, для якої використають технологію комбінованого парогазового циклу.